# Birthcare Center
Birthcare Center (en hangul,  산후조리원; RR: Sanhujoliwon), es una serie de televisión surcoreana que fue transmitida del 2 de noviembre de 2020 hasta el 24 de noviembre del mismo año, a través de tvN.

## Sinopsis
Oh Hyun-jin, es una mujer que ha tenido una brillante carrera en su vida laboral, convirtiéndose en el miembro más joven de la junta directiva de la empresa en la que trabaja, está acostumbrada a sobresalir en todo lo que hace, sin embargo, después de dar a luz a su primer hijo, se sorprente al darse cuenta de que el dar a luz haya sido más difícil de lo que esperaba y rápidamente descubre que, aunque es experta en todo lo relacionado al trabajo, no tiene la menor idea de cómo criar a un bebé.
Después de ser dada de alta del hospital, decide entrar a un centro de atención de partos llamado "Serenity", un establecimiento exclusivo donde incluso las celebridades de la lista A acuden a recibir atención posparto. Sin embargo, pronto queda consternada cuando se da cuenta de que es la mujer más grande de edad en el centro y pronto se avergüenza al darse cuenta de que todos los demás parecen saber lo que están haciendo cuando se trata de cuidas de sus bebés.
Afortunadamente para Hyun-jin las otras madres del centro resultan ser mujeres inspiradoras. Entre ellas, Jo Eun-jung conocida como la "Abeja Reina", una madre aparentenmente perfecta con la que todos quieren hacerse amigas para aprender los secretos del cuidado de los niños.
También conoce a la carismática directora del centro, Choi Hye-sook, una mujer con muchos conociminietos sobre todo lo relacionado con el cuidado infantil.
Junto a las otras madres del centro pasaran por las alegrías y las tristezas del proceso de embarazo y el posparto, ayudándoles a crecer y desarrollarse como madres.

## Reparto

### Personajes principales
| Actor                             | Personaje     | Nº de episodios | Notas |
| --------------------------------- | ------------- | --------------- | --- |
| Uhm Ji-won Lee Ha-joo Kim Dan-woo | Oh Hyun-jin   | 8               | Es una mujer exitosa y la ejecutiva más joven de la empresa "Olively", pero una vez que entra al centro de atención posparto "Serenity", pronto se da cuenta de que es la madre con mayor edad. Es la esposa de Kim Do-yoon y la madre de Kim Ddak-pul. |
| Park Ha-sun                       | Jo Eun-jung   | 8               | Es la "abeja reina" del centro de atención posparto "Serenity". Es vista como la madre perfecta de sus gemelos Ha Jin y Ha Joon, por sus compañeras y se le considera un modelo a seguir.                                                               |
| Choi Ri                           | Lee Roo-da    | 8               | Es la novia de Woo-seok y la joven madre de Yo-mi, una mujer que piensa en sí misma tanto como piensa en su hijo. Es una de las madres que asisten al centro de atención posparto "Serenity".                                                           |
| Jang Hye-jin                      | Choi Hye-sook | 8               | Es la directora del centro de atención posparto "Serenity", así como la presidenta del grupo de las madres, quienes confían en Hye-sook como guía. |
| Yoon Park                         | Kim Do-yoon   | 8               | Es el apuesto y joven esposo de Oh Hyun-jin y el padre de Kim Ddak-pul. Es el director ejecutivo de una empresa emergente de desarrollo de aplicaciones.                                                                                                |

### Personajes secundarios
| Actor                | Personaje     | Episodios donde apareció | Notas |
| -------------------- | ------------- | ------------------------ | --- |
| Choi Soo-min         | Ahn Hee-nam   | -                        | Es una enfermera del centro de atención posparto "Serenity", cuya voz cambia repentinamente casi como la personalidad de "Jekyll y Hyde". |
| Kim Min-chul         | Kim Min-soo   | -                        | |
| Nam Yoon-soo         | Ha Kyung-hoon | -                        | Es un empleado en el centro de atención posparto "Serenity". |
| Lim Hwa-young        | Park Yoon-ji  | -                        | Es una nueva madre que lleva sólo una semana en el centro de atención de partos "Serenity". Es una mujer alegre que conoce la vida y lógica del centro. Yoon-ji pronto se convierte en un apoyo para aquellas madres que no están acostumbradas al mundo de la maternidad. |
| Bae Woo-hee          | Yoo Hee-won   | -                        | Es una colega de Kim Do-yoon. Una joven única pero adorable que atrae a las personas por sus encantos camaleónicos. |
| Lee Se-rang          | Kang Eun-mi   | -                        | Es una empleada del centro de atención posparto "Serenity". |
| Choi Ja-hye          | Jeon Yoo-rim  | -                        | Es una madre que asiste al centro de atención de partos "Serenity". |
| Kim Yun-jeong        | Lee Shi-won   | -                        | Es una madre que asiste al centro de atención de partos "Serenity". |
| Song Min-jae Kim Sun | Kim Ddak-pul  | 3 -                      | Es el hijo de Oh Hyun-jin y Kim Do-yoon. |
| Son Sook             | Kim Nam-rye   | -                        | |
| Jung Sung-il         | Lee Sun-woo   | -                        | Es un padre del centro de atención posparto "Serenity". |
| Moo Jin-sung         | Woo-seok      | 5-6                      | Es el novio de Lee Roo-da y uno de los padres del centro de atención posparto "Serenity". |
| Moon Jae-won         | Jo Yoon-hyung | 6-7                      | Es uno de los padres del centro de atención posparto "Serenity". |
| Choi Bum-ho          | -             | -                        | Es el padre de Oh Hyun-jin. |
| Jung Shi-yool        | Ha Jin        | -                        | Es uno de los gemelos de Jo Eun-jung. |
| Joo Sang-hyuk        | Ha Joon       | -                        | Es uno de los gemelos de Jo Eun-jung. |

### Otros personajes
| Actor           | Personaje     | Episodio(s) donde apareció | Notas                                                                                     |
| --------------- | ------------- | -------------------------- | ----------------------------------------------------------------------------------------- |
| Jung Hee-tae    | -             | 8                          | Es el padre de Lee Roo-da, un hombre que abandonó a su familia cuando Roo-da era pequeña. |
| Jung Soon-won   | -             | 8                          | Es un fiscal en la imaginación de Oh Hyun-jin.                                            |
| Ha Seung-youn   | -             | 8                          | Es una espectadora en la sala de audiencias en la imaginación de Oh Hyun-jin.             |
| Ahn Jung-ho     | -             | 8                          | Es un empleado de "Roseang".                                                              |
| Yoo Ha-bok      | -             | 8                          | Es el CEO de "Olively" y el jefe de Oh Hyun-jin.                                          |
| Ban Hye-young   | -             | 8                          | Es la gerente de la tienda de "Olively".                                                  |
| Hong Ji-eun     | -             | -                          | Es una empleada de "Olively".                                                             |
| Kim Jae-hwa     | Kwon Young-mi | 6                          | Es una niñera conocida como "Crouching Dragon".                                           |
| Kim Mi-ra       | -             | 6                          | Es una instructora del cuidado para los niños.                                            |
| Jang Young-hyun | -             | 4                          | Es un empleado de "Olively".                                                              |
| Kim Hye-won     | -             | 3, 7                       | Es una reportera.                                                                         |
| Lee Jeong-whee  | -             | 3                          | Es la amiga en el carro.                                                                  |
| Kim Yoon-joo    | -             | 3                          | Es la niñera de los gemelos de Jo Eun-jung.                                               |
| Jung Yi-rang    | -             | 3                          | Es una vendedora de carritos para bebés, que intenta venderle uno a Kim Do-yoon.          |
| Oh Ji-young     | -             | 3                          | Es una instructora en el centro de atención posparto "Serenity".                          |
| Park Ya-sung    | Mr. Park      | 3                          | Es el CEO de la agencia.                                                                  |
| Kim Nam-jin     | -             | 1, 6                       | Es la madre de Kim Do-yoon y suegra de Oh Hyun-jin.                                       |
| Son Sung-chan   | -             | 1                          | Es el padre de Kim Do-yoon y suegro de Oh Hyun-jin.                                       |
| Yang Jo-ah      | -             | 1                          | Es una enfermera del Hospital Samjeon.                                                    |
| Lee Shi-young   | -             | 1                          | Es una reportera.                                                                         |
| Kim Ji-su       | -             | 1                          | Es una intructora de yoga.                                                                |
| Lee Na-yeon     | -             | 1                          | Es la amiga de la infancia de Oh Hyun-jin.                                                |
| JJ Graham       | Mr. Graham    | 1                          |                                                                                           |
| Oh Yoo-mi       | -             | -                          | Es una madre del centro de atención posparto "Serenity".                                  |
| Jun Eun-mi      | -             | -                          | Es una miembro del jurado.                                                                |
| Hwang Hee-jung  | -             | -                          | Es una empleada.                                                                          |

### Apariciones especiales
| Actor          | Personaje     | Episodios donde apareció | Notas |
| -------------- | ------------- | ------------------------ | --- |
| Cha Tae-hyun   | Cha Tae-hyun  | 8                        | Es el hijo de Ahn Hee-nam. |
| Jung Sang-hoon | Jung San-hoon | 7                        | Es un chamán que ayuda a los padres a elegir nombres exitosos para sus hijos.                                                                                    |
| So Joo-yeon    | Alex Choi     | 6                        | Es una colega y rival de Oh Hyun-jin en "Olively". |
| Park Si-yeon   | Han Hyo-rin   | 4                        | Es una famosa actriz que asiste al centro de atención pospartos "Serenity", luego de convertirse en madre. Después tener a su bebé, lucha con su imagen pública. |
| Lee Jun-hyeok  | Yang Joon-suk | 2, 5                     | Es un padre del centro de atención posparto "Serenity" que aconseja a Kim Do-yoon.                                                                               |
| Kang Hong-seok | -             | 1                        | Es un ángel de la muerte que casi se lleva la vida de Oh Hyun-jin durante su difícil parto.                                                                      |
| Jung Moon-sung | -             | 1                        | Es un médico residente especializado en obstetricia y ginecología del Hospital Samjeon, que atiende a Oh Hyun-jin durante su parto.                              |

## Episodios
La serie está conformada por 8 episodios, los cuales fueron emitidos todos los lunes y martes a las 21:00 (KST).

### Ratings
Según Nielsen Korea, la serie finalizó con una audiencia promedio de 3.690 % en el área nacional y de 4.019 % en el área metropolitana. En su último episodio registró promedios de 4.8 % en el área metropolitana y 4.2 % a nivel nacional con una audiencia de 1.1 millones, que fue su mejor marca personal. Con una audiencia promedio de 889.000, mantuvo el puesto número 1 en la misma zona horaria, incluidos los canales de cable y de larga duración.
Los números en color rojo indican las calificaciones más bajas, mientras que los números en azul indican las calificaciones más altas.
| Ep.      | Título                        | Fecha de emisión        | Promedio de Audiencia (AGB Nielsen) | Promedio de Audiencia (AGB Nielsen) |
| Ep.      | Título                        | Fecha de emisión        | Nacional                            | Seúl                                |
| -------- | ----------------------------- | ----------------------- | ----------------------------------- | ----------------------------------- |
| 1        | After Childbirth              | 2 de noviembre de 2020  | 4.186 % (1.ª)                       | 4.040 % (1.ª)                       |
| 2        | It's Like Paradise, They Said | 3 de noviembre de 2020  | 4.044 % (1.ª)                       | 4.779 % (1.ª)                       |
| 3        | Half Person, Half Mom         | 9 de noviembre de 2020  | 3.031 % (1.ª)                       | 3.289 % (2.ª)                       |
| 4        | Monster                       | 10 de noviembre de 2020 | 3.343 % (1.ª)                       | 3.509 % (1.ª)                       |
| 5        | The Third Gender              | 16 de noviembre de 2020 | 3.293 % (1.ª)                       | 3.391 % (2.ª)                       |
| 6        | A Good Mother                 | 17 de noviembre de 2020 | 3.773 % (1.ª)                       | 3.978 % (1.ª)                       |
| 7        | Your Name Is                  | 23 de noviembre de 2020 | 3.628 % (1.ª)                       | 4.335 % (1.ª)                       |
| 8        | A Mother's Film Noir          | 24 de noviembre de 2020 | 4.223 % (1.ª)                       | 4.830 % (1.ª)                       |
| Promedio | Promedio                      | Promedio                | 3.690 %                             | 4.019 %                             |

## Música
El OST de la serie está conformado por las siguientes canciones:

### Parte 1
| No. | Intérprete | Canción            | Letra               | Música                        | Duración |
| --- | ---------- | ------------------ | ------------------- | ----------------------------- | -------- |
| 1   | SAAY       | "Hey MAMA"         | Jade y Dennis Chang | Dennis Chang y Moon Jung-wook | 3:04     |
| 2   |            | "Hey MAMA" (Ints.) | -                   | Dennis Chang y Moon Jung-wook | 3:04     |

### Parte 2
| No. | Intérprete | Canción                     | Letra | Música                   | Duración |
| --- | ---------- | --------------------------- | ----- | ------------------------ | -------- |
| 1   | Sohyang    | "Beautiful Destiny" (소향)  | Hana  | Tom and Jerry y Safira.K | 4:36     |
| 2   |            | "Beautiful Destiny" (Ints.) | -     | Tom and Jerry y Safira.K | 4:36     |

### Parte 3
| No. | Intérprete | Canción                                   | Letra  | Música | Duración |
| --- | ---------- | ----------------------------------------- | ------ | ------ | -------- |
| 1   | Jayins     | "My Time That Was Stopped Again" (제인스) | Jayins | Jayins | 3:30     |
| 2   |            | "My Time That Was Stopped Again" (Ints.)  | -      | Jayins | 3:30     |

## Premios y nominaciones
| Año  | Categoría               | Premio                     | Nominada    | Resultado |
| ---- | ----------------------- | -------------------------- | ----------- | --------- |
| 2021 | Mejor actriz            | 57th Premios Baeksang Arts | Uhm Ji-won  | Nominada  |
| 2021 | Mejor actriz de reparto | 57th Premios Baeksang Arts | Park Ha-sun | Nominada  |

## Producción
La serie también es conocida como "Postpartum Care Center".
Fue dirigida por Park Soo-won (박수원), quien contó con el apoyo de los guionistas Kim Ji-soo (김지수), Choi Yoon-hee (최윤희) y Yoon Soo-min (윤수민).
La primera lectura de guion fue realizada en mayo del 2020 en Corea del Sur. Mientras que la conferencia de prensa fue realizada el 26 de octubre del 2020.
Originalmente la serie sería estrenada en agosto del 2020, sin embargo debido al acuerdo con los cambios de programación realizados para los dramas de la cadena tvN que se transmitirían en la segunda mitad de 2020, la serie fue estrenada el 2 de noviembre del mismo año.
El drama fue preproducido por completo antes de que se emita el drama.

### Emisión internacional
La serie está disponible para su transmisión con subtítulos en inglés y mandarín en iQIYI en el Sudeste Asiático y Taiwán.